# Skutan
Skutan är ett naturreservat i Eda kommun i Värmlands län.
Området är naturskyddat sedan 2006 och är 124 hektar stort. Reservatet består av en höjdrygg och ett sprickdalslandskap med skuggade lodytor, högörtsgranskog och lövträd. 